# Władysław Borowski (powstaniec)
Władysław Borowski (ur. 1841 w Wilnie – zm. 25 lipca 1866 w Paryżu) – kapitan w powstaniu styczniowym. 
Do Francji przybył w 1864. Na emigracji uczeń szkół dróg i mostów.
Pochowany na Cmentarzu Montmartre.